# 李宜随
李宜随（？—？），广东茂名人，是一名清朝政治人物。
李宜随曾于1775年接替曾鸿远任宝山县知县一职，1776年由孙炳接任。